# Elsa Steixner
Elsa Steixner  (* in Wien, Österreich) ist eine österreichische Sängerin und in den Bands Weavers Gallery sowie ELSA aktiv.

## Leben und Wirken
Steixner, geboren und aufgewachsen in Wien, belegte zunächst einen Musik-Studiengang in Leipzig und studierte danach von 2019 bis 2023 Jazz und Popmusik an der ArtEZ Academy of the Arts in den Niederlanden bei Michiel Braam. Während dieser Zeit gründete sie mit Ben Miller das Duo Weavers Gallery (Jazz, Folk und Singer/Songwriting) und die Band ELSA, die im Frühjahr 2023 ihr Debütalbum „A Day On Solid Ground“ veröffentlichte. Mit Weavers Gallery veröffentlichte sie im April 2024 eine erste EP A Few Forgotten Words. Ihr Stil orientiert sich an Jazz, Blues und Soul sowie dem Folkrock und Pop der 1970er Jahre.
Steixner ist Stipendiatin der „Werner Richard – Dr. Carl Dörken Stiftung“ und des österreichischen Bundesministeriums für Kunst, Kultur, öffentlichen Dienst und Sport für Musik und darstellende Kunst.

“The combination of refined and elegant songwriting, a great band and a mesmerizing and accomplished singer who means every word she sings, touches my heart deeply every time. And looking around me... I’m not the only one!”

„Die Kombination aus raffiniertem und elegantem Songwriting, einer großartigen Band und einer faszinierenden und versierten Sängerin, die jedes Wort bedeutet, das sie singt, berührt mein Herz jedes Mal tief. Und  wenn ich mich umschaue ... bin ich nicht die einzige!“

Nach Konzerten in den Niederlanden, Deutschland und Österreich nahm Steixner mit der Band Elsa im September 2022 an der „Viersen Jazzband Challenge“ teil und belegte dort den ersten Platz. Steixner tritt zudem zusammen mit Julian Bazzanella als Duo beispielsweise als Begleitmusikerin zur „Literaturstunde“ im Kino Breitenseer Lichtspiele auf.
In den Jahren 2023 und 2024 spielte Steixner zusammen mit Sina-drums, die sie beim Studium an der ArtEZ kennenlernte, mehrere Cover-Versionen von unter anderem The Beatles, The Who, Pink Floyd und The Animals ein.
Ihr zweites Album Jump! mit ihrem Quartett Elsa erschien im April 2025 bei Jazzhaus Records; der Record-Release fand im April 2025 im Rahmen des PANDAJazz in der Berliner Kulturbrauerei sowie im Mai 2025 im Wiener Jazzclub Porgy & Bess statt.

## Preise und Auszeichnungen
- 2022: 1. Platz Jazzband Challenge Jazzfestival Viersen
- 2024: SummerJazz-Preis SummerJazz Pinneberg
- 2024: 2. Platz Sparda Jazz Award

## Diskografie

### Alben
- 2023: ELSA A Day on Solid Ground (No Fear Records/Hoanzl, mit Julian Bazzanella, Jakob Lang und Daniel Louis)[9]
- 2025: ELSA Jump! (Jazzhaus Records)[10][11]

### EP
- 2024: Weavers Gallery A Few Forgotten Words (Timezone Records)[12]